# پاول سیوتکین (افسر نظامی)
پاول پاولوویچ سیوتکین (روسی: Павел Павлович Сюткин؛ متولد ۱۹ ژوئن ۱۹۲۲) یک رهبر نظامی سابق شوروی، توپخانه و سرهنگ بازنشسته است. او در ۷ مارس ۲۰۰۸ جایزه قهرمان فدراسیون روسیه را دریافت کرد.

## زندگی‌نامه

### اوایل زندگی
سیوتکین در ۱۹ ژوئن ۱۹۲۲ در روستای زاپولنا، در بخش اسلوبودسکوی از استان ویاتکا متولد شد. او دوران کودکی خود را در روستای بوبینو، شهرستان اسلوبودسکوی، استان کیروف گذراند و به همراه یک خواهر و برادر دیگر توسط یک مادر مجرد بزرگ شد. او تحصیلات خود را در یک مدرسه روستایی آغاز کرد. در سال ۱۹۳۲، خانواده‌اش به تیومن نقل مکان کردند، جایی که او تحصیلات تکمیلی خود را دریافت کرد.
از سال ۱۹۳۹ تا ۱۹۴۱، سیوتکین به عنوان ملوان یدک‌کش اوریول در بندر رودخانه تیومن و سفر اکتشافی رودخانه اوب-ینی‌سی کار کرد. از سال ۱۹۴۱ تا ۱۹۴۲، او در کارخانه شماره ۷۶۲ «مکانیک» تیومن (که اکنون با نام کارخانه ماشین‌سازی تیومن شناخته می‌شود) کار کرد.

### جنگ بزرگ میهنی
در سپتامبر ۱۹۴۲، سیوتکین داوطلب پیوستن به ارتش سرخ شد و ابتدا به بریانسک اعزام شد. او در هنگ ۱۵۳۹ توپخانه خودکششی سنگین به عنوان فرمانده یک توپ تهاجمی SU-۱۵۲ جنگید و بعداً به فرماندهی باتری توپ‌های خودکششی توپخانه خودکششی سنگین گارد ۳۷۳، نشان پرچم سرخ دو بار ایدریتسکی از هنگ کوتوزوف از جبهه سوم بلاروس منصوب شد.
سیوتکین به خاطر عملکرد و شجاعت مثال‌زدنی در طول حملات شوروی که با بازپس‌گیری دوگاوپیلس و رزکنه به پایان رسید، مورد تقدیر قرار گرفت. او بعداً دو بار دیگر نیز جوایزی دریافت کرد، یک بار در جریان شکستن خطوط دفاعی آلمان در پروس شرقی و بار دیگر در تصرف قلعه پیلائو.
در طول حمله به پروس شرقی، توپخانه سیوتکین ۹ تانک، ۱۰ نفربر زرهی، ۱۲ قبضه توپخانه، ۸ خمپاره‌انداز شش لول، ۱۰ سنگر و در مجموع حدود ۵۰۰ سرباز نازی را منهدم کرد.
او دو بار (۱۹۴۵ و ۱۹۴۶) نامزد دریافت عنوان قهرمان اتحاد جماهیر شوروی شد، اما به دلیل وجود خطا در اسناد، این جایزه هرگز اهدا نشد.

### پس از جنگ
پس از پایان جنگ، سیوتکین به خدمت خود در ارتش ادامه داد. در سال ۱۹۵۱، از آکادمی لجستیک نظامی فارغ‌التحصیل شد و پس از آن در سمت‌های مختلفی خدمت کرد. آخرین سمت او در ارتش، معاون فرمانده لشکر برای عقبه بود. پس از بازنشستگی، به استونی نقل مکان کرد و در آنجا زندگی کرد. در سال ۱۹۹۲، آپارتمان خود را در استونی فروخت، به فدراسیون روسیه نقل مکان کرد و در ساخت و ساز مشترک سرمایه‌گذاری کرد. او فریب خورد، بی‌خانمان شد و به مدت سه سال در یک سرایدار زندگی کرد و برای امرار معاش به گدایی متکی بود. در سال ۱۹۹۵، به دعوت اقوام، به شهر سوچی نقل مکان کرد و ۱۴ سال بعد را در بالکن یک آپارتمان اجاره‌ای زندگی کرد.
سیوتکین بارها از دولت درخواست کرد که به پاس سهمش در جنگ، مدال ستاره طلایی را به او اعطا کند. در این راستا، او به وزارت دفاع، اداره کل پرسنل، بایگانی مرکزی ارتش و سایر مقامات نامه نوشت، اما هیچ پاسخی دریافت نکرد. بعداً، گروهی از کهنه سربازان جنگ بزرگ میهنی نامه‌ای را مستقیماً به رئیس‌جمهور روسیه ارسال کردند و درخواست کردند که شخصاً به این وضعیت رسیدگی کند.
با حکم رئیس‌جمهور روسیه در ۷ مارس ۲۰۰۸، سیوتکین به خاطر خدماتش در شش دهه پیش، عنوان قهرمان فدراسیون روسیه را دریافت کرد. در ۲۹ آوریل همان سال، در آستانه جشن شصت و سومین سالگرد پیروزی بزرگ، ولادیمیر پوتین، رئیس‌جمهور روسیه، مدال ستاره طلایی را در کرملین به سیوتکین اهدا کرد.
سیوتکین در شهر سوچی، سرزمین کراسنودار زندگی می‌کند. در سال ۲۰۰۹، او یک آپارتمان جدید از ایالت دریافت کرد. او در ۱۹ ژوئن ۲۰۲۲، ۱۰۰ ساله شد.